# Torneo Regional del Noroeste 2005
El Torneo Regional del Noroeste 2005 fue la séptima edición de la competición regional de rugby del noroeste Argentino. Con clubes de la Unión de Rugby de Tucumán, Jujuy, Salta y Santiago del Estero en 3 categorías.
Universitario se consagró campeón del torneo al vencer a Tarcos en la final.

## Forma de disputa
Se jugó la fase regular, todos contra todos, entre 17 equipos donde los primeros 8 clasifican a la fase final. La fase final fue de mano a mano hasta definir al campeón 

## Equipos
| Unión                      | Equipo               | Ciudad                |
| -------------------------- | -------------------- | --------------------- |
| Unión de Rugby de Tucumán  | Cardenales           | San Miguel de Tucumán |
| Unión de Rugby de Tucumán  | Universitario        | San Miguel de Tucumán |
| Unión de Rugby de Tucumán  | Bajo Hondo           | San Miguel de Tucumán |
| Unión de Rugby de Tucumán  | Huirapuca            | Concepción            |
| Unión de Rugby de Tucumán  | Jockey Club          | Yerba Buena           |
| Unión de Rugby de Tucumán  | Lince                | San Miguel de Tucumán |
| Unión de Rugby de Tucumán  | Tarcos               | San Miguel de Tucumán |
| Unión de Rugby de Tucumán  | Natación y Gimnasia  | San Miguel de Tucumán |
| Unión de Rugby de Tucumán  | Lawn Tennis          | San Miguel de Tucumán |
| Unión de Rugby de Tucumán  | Tucumán Rugby        | Yerba Buena           |
| Unión de Rugby de Tucumán  | Corsarios            | Tafí Viejo            |
| Unión de Rugby de Salta    | Gimnasia y Tiro      | Salta                 |
| Unión de Rugby de Salta    | Jockey Club          | Salta                 |
| Unión de Rugby de Salta    | Tiro Federal         | Salta                 |
| Unión de Rugby de Salta    | Universitario        | Salta                 |
| Unión Santiagueña de Rugby | Old Lions            | Santiago del Estero   |
| Unión Santiagueña de Rugby | Santiago Lawn Tennis | Santiago del Estero   |

### Distribución geográfica de los equipos
| Jurisdicción                     | Cant. | Equipos |
| -------------------------------- | ----- | --- |
| Provincia de Tucumán             | 11    | Universitario, Lawn Tennis, Los Tarcos,Tucuman Rugby, Huirapuca, Cardenales, Lince, Natación y Gimnasia, Jockey Club Corsarios y Bajo Hondo |
| Provincia de Salta               | 4     | Jockey Club, Universitario, Gimnasia y Tiro y Tiro Federal                                                                                  |
| Provincia de Santiago del Estero | 2     | Old Lions y Santiago Lawn Tennis |

## Fase regular

### Tabla de posiciones
| Pos. | Equipo               | Encuentros | Encuentros | Encuentros | Encuentros | Puntos |
| Pos. | Equipo               | PJ         | PG         | PE         | PP         | Puntos |
| ---- | -------------------- | ---------- | ---------- | ---------- | ---------- | ------ |
| 1.º  | Los Tarcos           | 16         | 16         | 0          | 0          | 78     |
| 2.º  | Universitario        | 16         | 15         | 0          | 1          | 72     |
| 3.º  | Tucuman Rugby        | 16         | 12         | 0          | 4          | 60     |
| 4.º  | Universitario (S)    | 16         | 12         | 0          | 4          | 60     |
| 5.º  | Jockey Club (S)      | 16         | 10         | 0          | 6          | 57     |
| 6.º  | Cardenales           | 16         | 10         | 0          | 6          | 57     |
| 7.º  | Huirapuca            | 16         | 9          | 2          | 5          | 51     |
| 8.º  | Lawn Tennis          | 16         | 8          | 1          | 7          | 48     |
| 9.º  | Natación y Gimnasia  | 16         | 10         | 0          | 6          | 45     |
| 10.º | Santiago Lawn Tennis | 16         | 8          | 0          | 8          | 38     |
| 11.º | Tigres               | 16         | 4          | 1          | 11         | 29     |
| 12.º | Gimnasia y Tiro      | 16         | 4          | 1          | 11         | 28     |
| 13.º | Lince                | 16         | 6          | 0          | 10         | 28     |
| 14.º | Jockey Club (T)      | 16         | 4          | 0          | 12         | 26     |
| 15.º | Corsarios            | 16         | 2          | 1          | 13         | 15     |
| 16.º | Old Lions            | 16         | 3          | 0          | 13         | 15     |
| 17.º | Bajo Hondo           | 16         | 0          | 0          | 16         | 6      |

|  | Clasificados al Súper 8 |

## Fase Final
|  | Cuartos de final | Cuartos de final     | Cuartos de final  |        |   | Semifinal | Semifinal | Semifinal |                   |                   | Final                 | Final | Final |  |
|  |                  |                      |                   |        |   |           |           |           |                   |                   | 22 de octubre de 2005 |       |       |  |
|  |                  |                      |                   |        |   |           |           |           |                   |                   |                       |       |       |  |
|  |                  |                      |                   |        |   |           |           |           |                   |                   |                       |       |       |  |
|  | 1                | Universitario (T)    |                   |        |   |           |           |           |                   |                   |                       |       |       |  |
|  | 1                | Universitario (T)    |                   |        |   |           |           |           |                   |                   |                       |       |       |  |
|  | 8                | Huirapuca            |                   |        |   |           |           |           |                   |                   |                       |       |       |  |
|  | 8                | Huirapuca            | Universitario (T) |        |   |           |           |           |                   |                   |                       |       |       |  |
|  |                  |                      |                   |        |   |           |           |           |                   |                   |                       |       |       |  |
|  |                  |                      | Tucumán Rugby     |        |   |           |           |           |                   |                   |                       |       |       |  |
|  | 5                | Tucumán Rugby        |                   |        |   |           |           |           |                   |                   |                       |       |       |  |
|  | 5                | Tucumán Rugby        |                   |        |   |           |           |           |                   |                   |                       |       |       |  |
|  | 4                | Jockey Club de Salta |                   |        |   |           |           |           |                   |                   |                       |       |       |  |
|  | 4                | Jockey Club de Salta |                   |        |   |           |           |           | Universitario (T) | Universitario (T) | 10                    |       |       |  |
|  |                  |                      |                   |        |   |           |           |           | Universitario (T) | Universitario (T) | 10                    |       |       |  |
|  |                  |                      | Tarcos            | Tarcos | 9 |           |           |           |                   |                   |                       |       |       |  |
|  | 3                | Lawn Tennis          | Tarcos            | Tarcos | 9 |           |           |           |                   |                   |                       |       |       |  |
|  | 3                | Lawn Tennis          |                   |        |   |           |           |           |                   |                   |                       |       |       |  |
|  | 6                | Tarcos               |                   |        |   |           |           |           |                   |                   |                       |       |       |  |
|  | 6                | Tarcos               | Tarcos            |        |   |           |           |           |                   |                   |                       |       |       |  |
|  |                  |                      |                   |        |   |           |           |           |                   |                   |                       |       |       |  |
|  |                  |                      | Cardenales        |        |   |           |           |           |                   |                   |                       |       |       |  |
|  | 7                | Universitario (S)    |                   |        |   |           |           |           |                   |                   |                       |       |       |  |
|  | 7                | Universitario (S)    |                   |        |   |           |           |           |                   |                   |                       |       |       |  |
|  | 2                | Cardenales           |                   |        |   |           |           |           |                   |                   |                       |       |       |  |
|  | 2                | Cardenales           |                   |        |   |           |           |           |                   |                   |                       |       |       |  |
|  |                  |                      |                   |        |   |           |           |           |                   |                   |                       |       |       |  |

| Campeón Universitario (T) |
|                           |